# Leonard Savage
Leonard Savage   (Detroit, 20 de novembre de 1917 - New Haven, 1 de novembre de 1971), conegut com Jimmie, va ser un estadístic i matemàtic estatunidenc.

## Vida i obra
Els seus pares, Louis Ogashevitz i Mae Rugawitz, eren fills d'immigrants jueus. Quan va néixer, la seva mare era molt malalta i una infermera el va inscriure amb el nom de Jimmie, que va utilitzar tota la vida tot i que sempre va signar les seves publicacions com Leonard Savage. El canvi de cognom el va fer oficialment en els anys 1940's quan treballava per la intel·ligència militar.
Va fer els estudis secundaris a la seva ciutat natal, Detroit i els universitaris a la universitat de Michigan a Ann Arbor, sota la influència de Raymond Wilder, tot i que la seva tesi doctoral (1941), sobre l'aplicació de mètodes vectorials a la geometria mètrica, va ser dirigida per Sumner Myers. El 1941-42 va passar un curs postdoctoral a l'Institut d'Estudis Avançats de Princeton amb John von Neumann. Durant la Segona Guerra Mundial va treballar al Grup d'Investigació Estadística i, així, va orientar la seva activitat cap a l'estadística. A partir de 1946 va ser professor de la universitat de Chicago, on va ajudar a crear el departament d'estadística imantenint una estreta col·laboració amb Milton Friedman. Després d'una breu estada a la universitat de Michigan (1960-1964), es va traslladar a la universitat Yale el 1964, on va exercir fins a la seva mort el 1971 als 54 anys.
Savage va ser l'estudiós de la probabilitat subjectiva, observant que dues persones raonables, enfrontades a les mateixes evidències, poden assignar probabilitats totalment diferents al mateix esdeveniment: el cas de dos apostadors en el resultat d'un matx esportiu és un cas paradigmàtic. En el seu influent llibre de 1954 The Foundations of Statistics va desenvolupar una teoria que va ser la base de la moderna teoria de la decisió. El 1981, l'American Statistical Association i l'Institute of Mathematical Statistics, conjuntament, van publicar les seves obres escollides.
A part del llibre esmentat, Savage va publicar un altre llibre sobre teoria de jocs i procesos estocàstics (1965) i més d'una quarantena d'articles científics, molts de ells defensant el seu punt de vista de la probabilitat subjectiva, en la qual basava l'estructura axiomàtica a través de la qual la noció d'incertesa es podia reduir a la de risc.